# Hôtel d'Hesselin
Hôtel d'Hesselin byl městský palác v Paříži, který ležel na ostrově sv. Ludvíka. Budova byla od roku 1927 chráněna jako historická památka, přesto byla v roce 1934 stržena.

## Poloha
Palác se nacházel ve 4. obvodu na jižním břehu ostrova sv. Ludvíka v prostoru domu č. 24 na Quai de Béthune.

## Historie
Palác navrhl a v letech 1640–1644 realizoval architekt Louis Le Vau pro Louise Hesselina (1602–1662), pořadatele královských plesů. V roce 1669 palác koupil François Molé, královský rada a biskup z Bayeux. Prodal ho v roce 1719 jistému Moneratovi, od kterého palác v roce 1787 koupil Ambrun de Moûtalets, správce Auvergne. Poté si palác pořídil Brochant a po jeho vdově jej zdědil Jean Michel Le Chanteur, rada pařížského parlamentu, jehož dcera nechala budovu zvýšit o dvě patra.
Palác byl v roce 1934 na žádost Heleny Rubinsteinové zbořen a novou budovu navrhl architekt Louis Süe. Jedním z mála dochovaných prvků je tepaný železný balkon v prvním patře, několik maleb ze schodiště, kašna na nádvoří a výzdoba arkád.

## Architektura
Palác se skládal z bočních pavilonů, které vedly od nábřeží podél Rue Poulletier. Hlavní budova podél Seiny byla prodloužena křídlem na levé straně, které přiléhalo k domu č. 26 (Hôtel de Sainctot). To vytvářelo jeden architektonický celek podle návrhu architekta Louise Le Vau. Nádvoří zdobila kašna.
Přízemí bylo rozděleno na dvě části, na každé straně bylo podloubí a nádvoří. Na straně u řeky se nacházely zimní apartmány, uspořádané kolem velkého schodiště, na straně k zahradě byly letní apartmány, skládající se ze tří místností vedle sebe. Zde se nacházel kabinet kuriozit Louise Hesselina a jeho knihovna.
První patro sestávalo ze vzájemně propojených pokojů uspořádaných kolem hlavního schodiště. Louis Hesselin zde vystavoval nejkrásnější díla svých sbírek obrazů, nábytku, soch a zlatnické práce. Ve druhém patře byly soukromé pokoje. Na výzdobě se podíleli sochaři Gilles Guérin, Gérard van Opstal, Jacques Sarrazin a malíř Michel Dorigny pracovali na výzdobě svého domova. Beraní hlavy na portále vytvořil sochař Étienne Le Hongre.